# Leverage - Consulenze illegali
(Tag-line della serie)
Leverage – Consulenze illegali (Leverage) è una serie televisiva statunitense di genere dramma/thriller. Trasmesso a partire da dicembre del 2008 negli Stati Uniti sul canale TNT, la serie segue le azioni di un gruppo di truffatori professionisti capeggiati da un ex investigatore assicurativo il cui unico scopo è aiutare le persone che non riescono a ottenere giustizia da soli. Leverage, termine usato anche in economia, tradotto in italiano significa "leva finanziaria": come sottolineato nell'episodio pilota, è la metafora che indica come il gruppo di criminali dal cuore d'oro presta soccorso alle vittime delle potenti società multinazionali.
In Italia la serie viene trasmessa in prima visione assoluta a partire dal 17 aprile 2009 su Joi, canale pay della piattaforma Mediaset Premium. La serie ha debuttato in chiaro il 5 novembre 2009 su LA7 che l'ha però trasmessa in maniera discontinua e confusionaria mescolando spesso episodi di stagioni diverse; in seguito la serie è stata replicata in maniera regolare sul canale in chiaro LA7d a partire dal 28 marzo 2010 in prima serata, trasmettendo anche gli episodi inediti saltati durante la prima tv gratuita.
Dal 26 giugno 2011 negli Stati Uniti andò in onda la quarta stagione; la serie venne anche rinnovata per una quinta stagione, in seguito rivelatasi l'ultima, visto che la TNT ha cancellato la serie il 22 dicembre 2012, assicurando però che il finale in onda tre giorni dopo, la notte di Natale, sarebbe stato un finale di serie appropriato, così come pensato dagli autori fin dal principio.

## Trama
Talvolta i cattivi soggetti possono diventare i migliori bravi ragazzi. Noi forniamo: Consulenze.»
(Introduzione di Nathan Ford agli episodi della seconda stagione della serie)
Il gruppo nasce quando un dirigente di una famosa multinazionale assume, in maniera separata, questa squadra di supercriminali formato da Alec Hardison, un famosissimo hacker con la capacità di infiltrarsi in qualunque sistema; Parker, considerata la più brava ladra acrobata del mondo, esperta in furto con scasso; Elliot Spencer, picchiatore ed esperto in recuperi con un passato di militare; e Nathan Ford, già agente assicurativo che accetta di guidare l'eterogeneo quartetto di malfattori per potersi vendicare della compagnia assicuratrice che causò la morte di suo figlio, rifiutandogli le cure mediche. Incaricati di recuperare alcuni progetti rubati (a detta del dirigente che ha assoldato la squadra) da un'azienda rivale, il gruppo organizza un piano infallibile e riesce nell'impresa, salvo poi scoprire che il mandante è in realtà il vero ladro, che punta ai progetti del rivale e che tenta perfino di eliminare i quattro subito dopo il furto. Scoperto il tranello, i protagonisti della serie si riuniscono un'altra volta, chiedendo l'aiuto di Sophie Deveraux, truffatrice e vecchia conoscenza di Nathan, stavolta per organizzare una vera e propria contro-truffa ai danni del traditore. Dopo esser riusciti, tramite un piano sommamente ingegnoso, a recuperare i progetti all'avido dirigente aziendale, scoprono che, grazie a una vendita allo scoperto delle azioni della compagnia Bersaglio da parte di Hardison, ogni membro del gruppo ha guadagnato un assegno superiore ai 32 milioni di dollari. Invece di ritirarsi però definitivamente (come dava a intendere il finale della prima puntata), gli eroi decidono di sfruttare le proprie eterogenee abilità, guidate dall'intelletto e dai piani geniali di Nathan, per aiutare tutti gli innocenti truffati dalle grandi multinazionali e dalle compagnie senza scrupoli a pareggiare i conti.
In ogni episodio si evince una precisa struttura della storia: dopo l'incontro con il cliente, la squadra organizza la truffa ai danni dei cattivi, ai quali carpiscono qualsiasi informazione disponibile grazie alle abilità informatiche di Hardison; ogni truffa, sia che si svolga secondo i piani prestabiliti, sia che incontri complicazioni, in genere richiede sempre tutte le abilità specifiche dei membri del gruppo (l'abilità di hacker e "creatore di profili" di Hardison, l'abilità da ginnasta e ladra di Parker, la forza bruta e le abilità di Elliot, le abilità di "attrice truffatrice" di Sophie e i piani geniali di Nathan); anche se di solito, a un certo punto della puntata, il gruppo sembra essere messo nel sacco dagli avversari, alla fine i buoni riescono sempre a prevalere e a vendicare il proprio assistito, che solitamente alla fine della puntata ringrazia il gruppo e ottiene anche un assegno o una somma di denaro pari alle perdite degli avversari della squadra Leverage, risorse solitamente utilizzate per opere buone o utili mentre il cattivo della situazione capisce di essere stato imbrogliato quando vede tutta la squadra al completo. Dato che la maggior parte della narrazione avviene dal punto di vista della squadra, all'inizio il pubblico è all'oscuro di cosa accadrà durante la puntata e inizia a scoprire gli indizi che portano alla comprensione del piano a mano a mano che la puntata prosegue, come se guardasse attraverso gli occhi della squadra.

## Personaggi principali e interpreti
- Nathan "Nate" Ford, interpretato da Timothy Hutton.
È un ex investigatore assicurativo, il vero cervello della squadra. Nate, prima di diventare un investigatore assicurativo, sembrava inizialmente destinato a divenire un sacerdote cattolico; lavora quindi per conto della compagnia di assicurazione IYS e, proprio in questa fase della sua vita, il giovane figlio Sam s'ammala gravemente: l'IYS si rifiuta di pagare le spese per una procedura sperimentale, causandone indirettamente la morte. A seguito del lutto, Nate divorzia dalla moglie Maggie e viene successivamente licenziato da parte della società, piombando nell'alcolismo. Dopo il primo incontro con la squadra, Nate riassapora il gusto di vivere e apprezza l'opportunità e il privilegio di scegliere i clienti che necessitano dell'aiuto della squadra, attingendo alla propria esperienza di investigatore assicurativo per anticipare le mosse degli avversari. In un primo momento appare molto affabile ma non disponibile a discutere i suoi problemi con gli amici; la sua tendenza a cambiare obiettivi nel mezzo di un lavoro, i suoi problemi di alcolismo e il suo rapporto spesso tenue con i membri della squadra a volte mettono a rischio il cliente e la stessa squadra. Nella seconda stagione sembra essere uscito dal vortice dell'alcolismo, ma continua a porre come alternativa qualsiasi cosa (il lavoro, il caffè); verso la fine della stagione viene costretto a riprendere a bere durante una missione e ripiomba nel vizio, ma riesce a controllarlo diventando quello che definisce "un alcolista funzionale". Ha una storia contorta con Sophie che vive alti e bassi durante le stagioni, diventando una storia palese (ma nascosta agli altri membri della squadra) durante la terza stagione. Durante la quinta stagione lui e la squadra si trasferiscono a Portland dove in realtà il suo obbiettivo è il furto del libro nero, ovvero la lista delle persone più influenti e corrotte. Dopo aver portato a termine il furto chiede a Sophie di sposarlo per poi decidere di ritirarsi e lasciare tutto in mano e Alec, Parker e Elliot.
- Sophie Devereaux, interpretata da Gina Bellman.
Ha un particolare gusto per il furto d'opere d'arte. Poliglotta e particolarmente abile nell'uso degli accenti, Sophie nella serie interpreta molti personaggi spesso a stretto contatto con le vittime, al fine di raggirarle. Ha una collezione di identità fittizie, tra cui Sophie Devereaux; ha rivelato il suo vero nome a tutti i membri della squadra ma non a Nate, che "non si è ancora guadagnato il privilegio di conoscerla", fino a quando non si mettono insieme. Prima di entrare nella squadra ha inoltre tentato invano di intraprendere la carriera di attrice, dimostrandosi totalmente senza talento sul palco, contrariamente a quanto le riesce nella vita reale: infatti è solo durante le truffe architettate dalla squadra, quando riesce a calarsi senza fatica nei panni di un personaggio, che Sophie riesce ad agire come una consumata attrice. Ha una lunga storia e conoscenza con Nate che risale ad almeno dieci anni prima, a quando lui la perseguitava per conto dell'IYS come ladra d'opere d'arte; i due, a un certo punto, hanno avvertito un'attrazione l'uno per l'altra, ma non vi hanno mai ceduto: la situazione li lascia alternativamente frustrati, arrabbiati e delusi. Durante la seconda stagione Sophie abbandona temporaneamente il gruppo, facendosi sostituire da una sua amica, anch'essa truffatrice, per poi tornare durante la terza stagione. Durante la quinta stagione apre una scuola di recitazione a Portland dove alcune volte utilizza i suoi studenti per aiutarli a realizzare delle truffe, inoltre migliora anche le sue abilità di recitazione; alla fine della quinta stagione accetta di sposare Nathan e di ritirarsi con lui dal mondo dei furti.
- Alec Hardison, interpretato da Aldis Hodge.
È uno specialista di informatica e l'hacker della squadra, un informatico autodidatta e ammiratore dei trucchi cinematografici basati sulla scienza; è stato allevato da un genitore adottivo, una donna anziana a cui si riferisce come "Nana". Hardison è in grado di violare la maggior parte dei dispositivi elettronici e raramente viene scoperto; ha progettato e assemblato i sistemi informatici e televisivi del quartier generale della squadra; è il responsabile degli auricolari a due vie che tengono in collegamento i protagonisti e vengono utilizzati in ogni episodio, nonché di moltissimi strumenti utili, fra cui un cannone EMP per spegnere i mezzi elettronici. Egli è così legato ai suoi congegni elettronici (e in particolare al suo furgone, che più volte verrà distrutto durante le varie stagioni e che lui ricomprerà e chiamerà sempre Lucille) che cade in profonda depressione quando le vicende volgono al peggio e la fuga richiede la distruzione di qualche sua attrezzatura. Hardison e Parker hanno una relazione in evoluzione ma caratterizzata da molte complicazioni emotive, fra cui l'innaturale gelosia di entrambi quando uno dei due è oggetto delle attenzioni di un altro uomo o un'altra donna. Fa molte citazioni da nerd ed è convinto che questa sia l'era dei pirati informatici e degli "smanettoni", come ha spesso dimostrato. Rivela inoltre abilità nascoste come truffatore e ladro, grazie agli insegnamenti delle sue compagne di squadra. Durante la quinta stagione è il solo a sapere la vera ragione per cui Nathan ha fatto trasferire la squadra a Portland ma non dice niente.
- Elliot Spencer, interpretato da Christian Kane.
Abile nelle arti marziali ed esperto di armi, si autodefinisce "esperto di recuperi"; il suo compito consiste spesso in ruoli minori, con funzione di protezione della squadra; spesso si trova coinvolto in combattimenti corpo a corpo che gli permettono di attingere alla sua abilità nelle arti marziali. Elliot una volta ha lavorato per Damien Moreau e ha alle spalle una lunga storia come pistolero e guardia del corpo; pur essendo esperto di armi da fuoco, non ama le pistole (anche se sa usarle egregiamente). Sebbene il suo ruolo sia principalmente quello dell'uomo muscolare, dimostra un'intelligenza sottile e una grande capacità di conversazione, spesso avvantaggiandosi della sottostima degli altri. In contrasto con gli altri personaggi, preferisce mantenere privata la propria vita sentimentale, così come gran parte della sua storia personale. Molto spesso agisce di testa propria, soprattutto nei casi di emergenza in cui prende in mano la situazione e la risolve, spesso con una scazzottata contro nemici o guardie del corpo. Nonostante il carattere brusco, è molto umano: ama cantare, suonare e soprattutto la cucina. Ha l'insolita abilità di riconoscere qualunque tipo di soldato e combattente e qualsiasi cosa sia legata alla vita militare; ciò grazie ai dettagli più assurdi (il modo di camminare, il suono di uno sparo, il rumore del motore di un fuoristrada e così via) spiegando che secondo lui hanno "uno stile" o "un suono" particolare.
- Parker, interpretata da Beth Riesgraf.
Ladra esperta, equilibrista, borseggiatrice; prodotto di un'infanzia difficile, trascorsa in diverse case-famiglia e colma di abusi, Parker (il cui nome non è mai stato rivelato) è socialmente goffa e si relaziona con difficoltà con le altre persone, anche se grazie all'affetto degli altri membri della squadra pian piano instaura nuovi rapporti, ancorché bizzarri). Sophie ha cercato in numerose occasioni di migliorarne le abilità sociali, ma con scarso successo. Parker prova sicuramente affetto per Hardison, ma stenta a trasmettere quello che sente quando si confronta con gli altri, anche se è molto gelosa di lui. Sebbene emotivamente impulsiva, sa dimostrare grande autocontrollo fisico nel proprio lavoro usando l'acrobazia, la forza e la concentrazione a suo vantaggio; la sua attenzione ossessiva per il furto è tale che la sua casa è piena di presìdi e attrezzature per favorire la discesa in corda doppia nelle varie missioni di furto che deve affrontare. Parker è stata addestrata in giovane età da un esperto ladro, Archie Leech, che l'ha resa competente nel furto con scasso, in particolare nel forzare casseforti e cassette di sicurezza. È considerata una delle ladre più abili al mondo e casa sua è una fortezza piena di attrezzature per il furto, corde, allarmi e sistemi di sicurezza.

## Personaggi secondari e interpreti
- James Sterling, interpretato da Mark A. Sheppard.
James, comunemente noto come "Sterling", è un investigatore assicurativo ex-partner di Nathan e suo rivale alla I.Y.S. Assicurazione. I due sono sempre stati in competizione tra loro, con Nate generalmente uscito vincente, che ha lasciato del sangue cattivo tra di loro. A Sterling piace credere che lui e Nate fossero amici, ma Nate non è d'accordo. Qualche tempo dopo che Nate lasciò la I.Y.S., Sterling divenne il loro principale investigatore assicurativo. Dopo il primo lavoro di David, viene promosso vice-presidente dell'azienda. Da allora, Sterling ha un talento per apparire nel mezzo dei lavori di Nate, ogni volta determinato a ottenere la meglio da Nate. Dopo gli eventi de l'Uovo di Faberg, viene reclutato dall'Interpol, ottenendo più opportunità di seguire la squadra.
- Maggie Collins, interpretata da Kari Matchett.
La dott.ssa Maggie Collins è l'ex moglie di Nathan. È un'esperta d'arte e ha conseguito almeno un dottorato di ricerca. Poco si sa perché lei e Nate abbiano divorziato, ma si allude che il comportamento autodistruttivo di Nate dopo la morte del figlio Sam abbia contribuito. Sembravano essere in buoni rapporti mentre contattava Nate a proposito del loro amico padre Paul in The Miracle Job. Lei e Nate si ricollegarono durante Il primo lavoro di David, dove lavorava come assistente curatrice al Museo di Arte Classica di Los Angeles. È stata assunta dalla durante La Resa dei Conti, dove Nate l'ha informata che Ian Blackpoole, il presidente della compagnia assicuratrice presso cui lavorava, è responsabile nella morte del figlio. Ha accettato con entusiasmo di aiutare la squadra nella vendetta finale, dando anche un bel pugno a Blackpoole, ormai rovinato, dopo che questi cerca di giustificarsi con lei. Ricompare nella seconda stagione, nell'episodio l'Uovo di Faberg quando viene accusate del furto, ma viene scagionata e infine fa la sua ultima apparizione nella quarta stagione ne La Vendetta Finale chiamata da Sophie perché li aiuti a portare a termine un colpo.
- Tara Cole, interpretata da Jeri Ryan.
Vecchia amica di Sophie Devereaux e ex-compagna di furti. Quando Sophie lascia il team per fare un po' di ricerca spirituale, chiede a Tara di sostituirla per rimborsare un debito sconosciuto. A differenza del resto della squadra, Tara cerca sempre di guadagnare denaro e, per un certo periodo, ha chiesto un taglio di qualsiasi somma recuperata[non chiaro], che Nate ha pagato con i suoi fondi. Anche se all'inizio la squadra era diffidente nei suoi confronti, presto è diventata un membro stimato. Dopo il ritorno di Sophie nella squadra abbandona il gruppo per tornare a dedicarsi alle truffe a scopo di lucro. Fa la sua ultima apparizione nella quarta stagione ne La Notte delle Ragazze quando lei e Sophie si rivedono per passare una serata tra amiche, ma finisce per essere coinvolta in una caccia al ladro e a fermare un attacco terroristico.
- Colin "Chaos" Mason, interpretato da Wil Wheaton.
È un noto hacker del darkweb e rivale di Hardison. In passato, ha violato sia il Pentagono che la NSA. I ragazzi della CIA lo chiamano Kobayashi Maru, che è un riferimento a un esercizio imbattibile in Star Trek. Nella terza stagione nella puntata Operazione Babbo Natale mette in piedi una banda di ladri per svaligiare un centro commerciale durante la Vigilia di Natale ma viene fermato e arrestato dell'FBI. Alla fine della quarta stagione ne La Vendetta Finale, in cui sembra essere evaso, viene reclutato contro voglia da Alec per aiutarli a commettere un furto e accetta per il gusto di dimostrare di essere più abili di Hardison.
- Archie Leach, interpretata da Richard Chamberlain.
Conosciuto come il "più grande ladro del mondo", Archie era noto in tutto il mondo, specialmente in Europa, come un grande ladro. Ha incontrato Parker a New York quando era ancora una giovane borseggiatore e impressionato dalle sue abilità la prese sotto la sua ala come allieva. Addestrandola fino a renderla "il suo ladro perfetto", la sua eredità. Oltre a un maestro Archie è anche una sorta di "padre" per Parker che ha compensato il ruolo che il padre biologico non aveva assolto. Infatti alla fine della quarta stagione, ne La Vendetta Finale, viene reclutato li aiuti a portare a termine un colpo.
- Jimmy Ford, interpretato da Tom Skerritt.
Jimmy Ford è il padre di Nathan. Originario di Boston, Massachusetts, Jimmy faceva parte del crimine organizzato di Boston, il cui gioco preferito era il Gioco delle Tre Carte. Ha iniziato il gioco dei numeri con le famiglie di mafiosi irlandesi di Boston. Il suo quartier generale era il pub di John McRory, che era anche il luogo in cui aveva portato Nathan a imparare il mestiere. Alla fine divenne uno dei principali strozzini locali e un riparatore di mafia. Al suo apice, era il re del quartiere, al servizio di due delle tre famiglie criminali di Boston: i Donnelly e i McTeague. Più tardi, quando un uomo di nome Artie Vanny trasformò le prove in Stati, Ford prese la libretta con tutte le informazioni sulle tre famiglie, la nascose e andò in prigione. Nel finale della quarta stagione viene ingaggiato per trovare il brevetto di un progetto, per salvare la vita di Nathan, ma una volta consegnato viene eliminato dalle persone che lo hanno ingaggiato facondo esplodere il magazzino in cui si trovava, cosa che ferisce Nathan.
- Quinn, interpretato da Clayne Crawford.
Appare per la prima volta come picchiatore di James Sterling in Il Primo lavoro di David. A differenza della rivalità personale di Alec Hardison con la sua controparte "Chaos", tra Quinn e Eliot c'è una relazione molto professionale e fondata sul rispetto del lavoro reciproco, ma vengono presentati come nemici. Riappare alla fine della quarta stagione in Vendetta Finale dove viene reclutato come sostituto di Eliot per la truffa. Lo stesso Eliot lo assunse, dovendo aiutarlo a salvarlo da uno scenario di cattura pericoloso. Quinn ed Eliot condividono una diffidenza nei confronti di hacker come Alec Hardison e "Chaos".
- Detective Patrick Bonanno, interpretata da Robert Blanche.
Patrick Bonanno è un tenente presso la polizia di stato del Massachusetts, divisione Crimine Organizzato. Quando la squadra ha bisogno di mandare in prigione i suoi bersagli, lasciano il compito a Bonanno perché si rendono conto che è un poliziotto incorruttibile. Circa un anno dopo il riassemblaggio del team a Boston, il tenente Bonanno viene fucilato e ricoverato in ospedale a causa di un'indagine su cui stava lavorando in segreto, che coinvolge l'onorevole sindaco Brad Culpepper III. Nathan Ford si prende la responsabilità di aiutare il tenente Bonanno nel suo caso. La moglie del tenente Bonanno conosce Nathan in ospedale e capisce che l'uomo, che suo marito aveva identificato come il ladro che "dava loro una mano" in alcuni dei suoi casi, è lo stesso con cui avrebbe voluto andare a bere... per poi arrestarlo. Fa la sua ultima apparizione nella quarta stagione ne La Notte dei Ragazzi quando lui, Nathan, Elliot, Hardison e un amico di Elliot restano a casa per farsi una partita a poker. Tuttavia una serie di elementi fanno sì che Nathan chieda il suo aiuto per arrestare alcuni membri della mafia irlandese e messicana.
- Agente Speciale Taggert, interpretato da Rick Overton.
Taggert è un agente speciale dell'FBI, il cui partner è l'agente speciale McSweeten. Quando il team conosce per la prima volta l'agente speciale Taggert, questi stava lavorando al caso Nicky Moscone a Los Angeles, California (La Truffa del Matrimonio). Qualche tempo dopo, sia Taggert sia il suo partner McSweeten si presentano nella città deserta di Juan (Doppio Colpo in Banca), dove arrestano degli spacciatori locali nel corso di una rapina in banca. Successivamente, dopo che il team si riunisce a Boston, incontrano nuovamente Taggert, questa volta mentre stava lavorando al caso Daniel Fowler (Il Talento di Widmark). Ogni volta che entrano in contatto con Alec Hardison e Parker, sia Taggert che McSweeten pensano di essere veri agenti dell'FBI come in e vengono promossi per i loro successi ignorando il fatto che siano stati compiuti da Hardison e Parker e che siano in realtà un hacker e una ladra.
- Agente Speciale Todd McSweeten, interpretato da Gerald Downey e Samuel K. Roskin.
McSweeten è un agente speciale dell'FBI, il cui partner è l'agente speciale Taggert. Quando il team conosce per la prima volta l'agente speciale McSweeten, questi stava lavorando al caso Nicky Moscone a Los Angeles, California (La Truffa del Matrimonio). Qualche tempo dopo, sia McSweeten che il suo partner Taggert si presentano nella città deserta di Juan (Doppio Colpo in Banca), dove arrestano degli spacciatori locali nel corso di una rapina in banca. Dopo il riassemblaggio del team Leverage a Boston, incontrarono di nuovo l'agente speciale McSweeten, questa volta mentre stava lavorando al caso Daniel Fowler (Il Talento di Widmark). Successivamente, l'agente speciale McSweeten è responsabile del trasporto di Mark Vector (Livido risveglio). Tuttavia, si incontra con l'agente speciale Hagen (Parker) durante il lavoro e spiega che Taggert è a un congresso speciale presso la sede dell'FBI a Quantico, in Virginia, e che se perde il lavoro sarà costretto a tornare in Kansas; a quel punto Parker gli fa un regalo: gli consegna imbavagliato e legato un evaso da consegnare ai federali. Ogni volta che entrano in contatto con Alec Hardison e Parker, sia McSweeten sia Taggert pensano di essere veri agenti dell'FBI e vengono promossi per i loro successi ignorando il fatto che siano stati compiuti da Hardison e Parker e che siano in realtà un hacker e una ladra. E dal primo incontro di McSweeten con loro, è ovvio che prova una sincera attrazione nei confronti di Parker. Nella quinta stagione chiede aiuto a Parker affinché lo aiuti ad arrestare l'unico uomo che suo padre non riuscì a catturare, per scoprire poi che non era altri che il suo padrino, che suo padre aveva capito essere il criminale, ma lo lasciò andare perché aveva cambiato vita.

## Episodi
| Stagione         | Episodi | Prima TV USA | Prima TV Italia |
| ---------------- | ------- | ------------ | --------------- |
| Prima stagione   | 13      | 2008-2009    | 2009            |
| Seconda stagione | 15      | 2009-2010    | 2010            |
| Terza stagione   | 16      | 2010         | 2010-2011       |
| Quarta stagione  | 18      | 2011-2012    | 2011-2012       |
| Quinta stagione  | 15      | 2012         | 2014-2015       |

## Produzione
Leverage è girato con videocamere Red One; un uso estensivo della Steadicam favorisce il coinvolgimento del pubblico nel racconto; riprese, montaggio, e tutti i lavori di post-produzione si avvalgono della tecnica digitale, e in nessuna scena della serie si è fatto ricorso alla pellicola o alla registrazione con videocassetta. Apple Final Cut Studio Pro 7 è il programma informatico utilizzato dagli autori per il montaggio e la post-produzione.

## Revival
Il 22 aprile 2020 il servizio di streaming IMDb TV ha annunciato l'ordine di un revival formato inizialmente da 13 episodi. La serie vede come protagonista l'attore Noah Wyle e il ritorno del cast originale della serie, composto da Beth Riesgraf, Gina Bellman, Christian Kane e Aldis Hodge, quest'ultimo solamente in forma di personaggio ricorrente. Unico membro del cast originale a non tornare nel revival è Timothy Hutton. Dean Devlin torna nel ruolo di produttore esecutivo, mentre i creatori della serie originale John Rogers e Chris Downey prendono il ruolo di produttori consulenti.

La serie, intitolata Leverage: Redemption, ha debuttato in anteprima il 9 luglio 2021, con un ordine totale di 16 episodi.
Il 9 dicembre 2021 la serie è stata rinnovata per una seconda stagione, trasmessa a partire dal 16 novembre 2022.